# Malé Chrášťany
Malé Chrášťany jsou malá vesnice, část obce Sedlec v okrese České Budějovice v Jihočeském kraji. Nachází se asi 3,5 kilometru jižně od Sedlce. Malé Chrášťany je také název katastrálního území o rozloze 2,31 km². Zástavba vsi s řadou cenných příkladů lidové architektury tzv. selského baroka je od roku 1995 chráněna jako vesnická památková rezervace.

## Název
Název pochází od lesa – Chrástu, obyvatelé sídlící na okraji tohoto lesa pak byli nazývání Chrášťané. Německý název byl Klein Groschum.

## Historie
První písemná zmínka o vesnici pochází z roku 1273.

## Obyvatelstvo
| Rok            | 1869 | 1880 | 1890 | 1900 | 1910 | 1921 | 1930 | 1950 | 1961 | 1970 | 1980 | 1991 | 2001 | 2011 | 2021 |
| -------------- | ---- | ---- | ---- | ---- | ---- | ---- | ---- | ---- | ---- | ---- | ---- | ---- | ---- | ---- | ---- |
| Počet obyvatel | 87   | 96   | 88   | 72   | 74   | 73   | 66   | 34   | 34   | 6    | 24   | 17   | 18   | 30   | 43   |
| Počet domů     | 15   | 15   | 15   | 15   | 15   | 15   | 15   | 18   | 18   | 3    | 9    | 14   | 17   | 21   | 21   |

## Obecní správa
Po roce 1850 byly Malé Chrášťany součástí obce Břehov. V letech 1919–1943 a opět 1945–1952 byly samostatnou obcí, když byly během války připojeny k Pištínu. V letech 1952–1962 byly osadou obce Vlhlavy a od 1. ledna 1963 jsou součástí obce Sedlec.

## Pamětihodnosti
- Kaplička svatého Jana Nepomuckého, na návsi
- Výklenková kaplička, na rozcestí při jižním okraji vesnice
- Usedlosti čp. 1, 2, 3, 4, 5, 6, 9, 10 ve stylu tzv. selského baroka

## Galerie

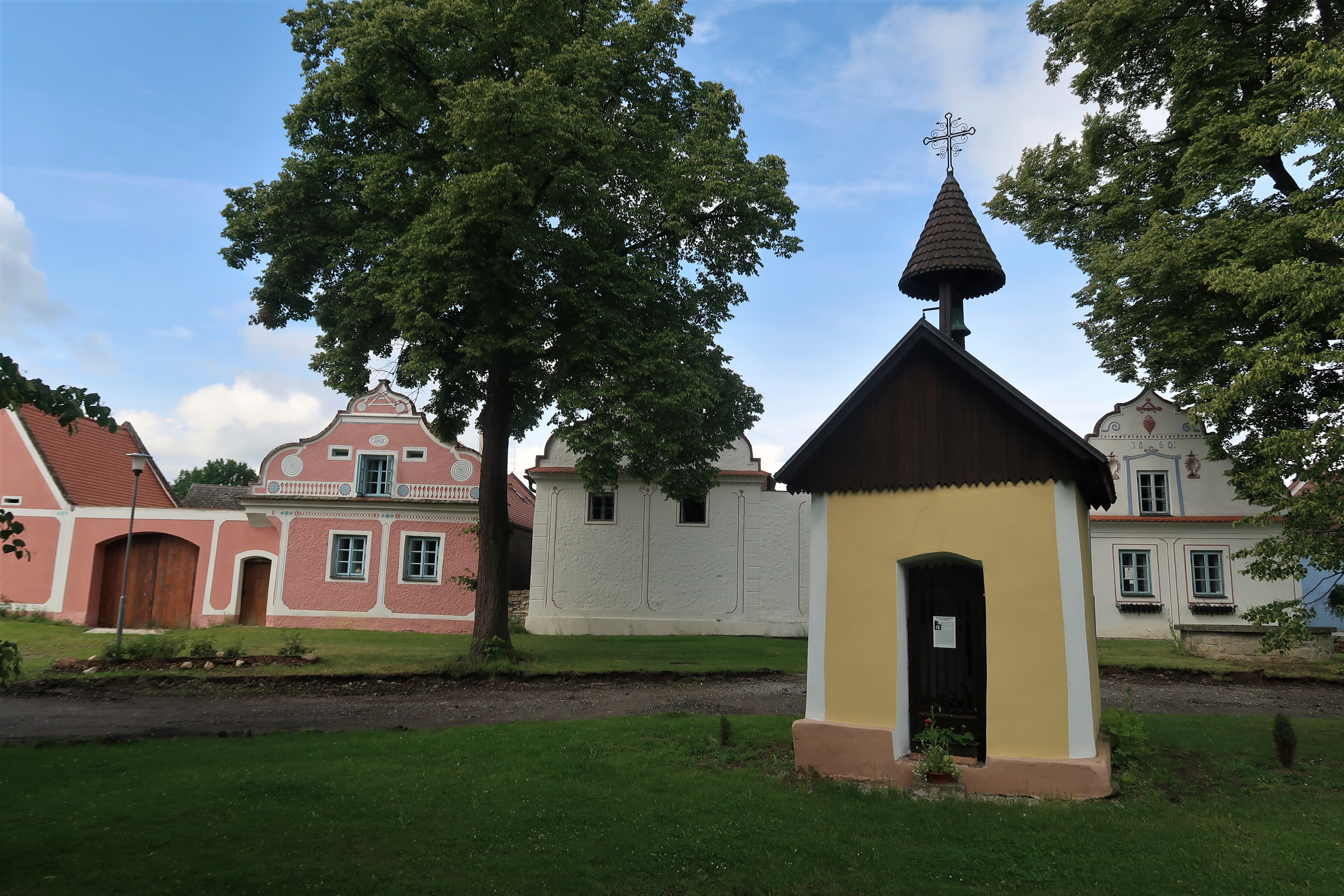
Kaple sv. Jana Nepomuckého na návsi
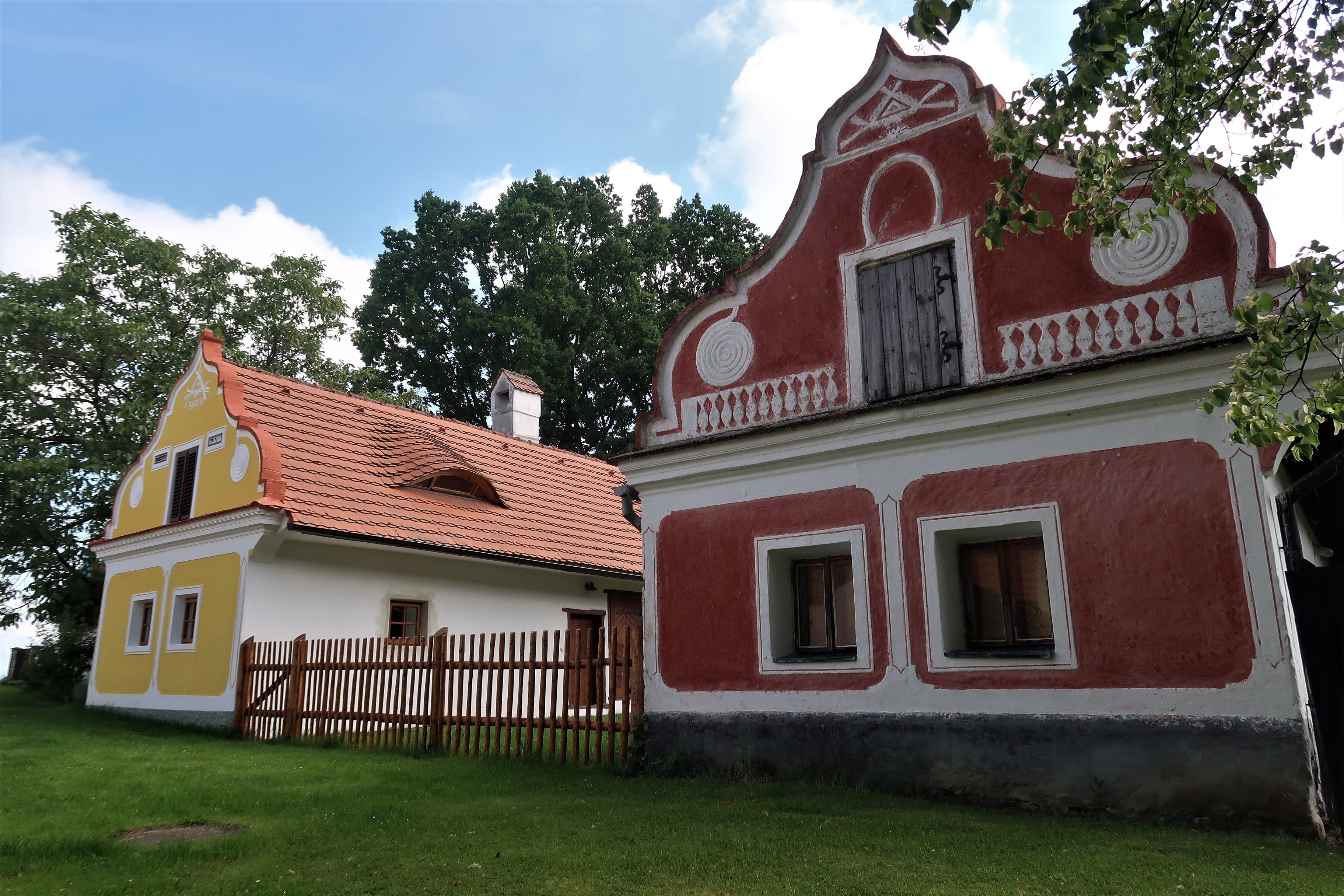
Selské usedlosti č.p. 9 a 10
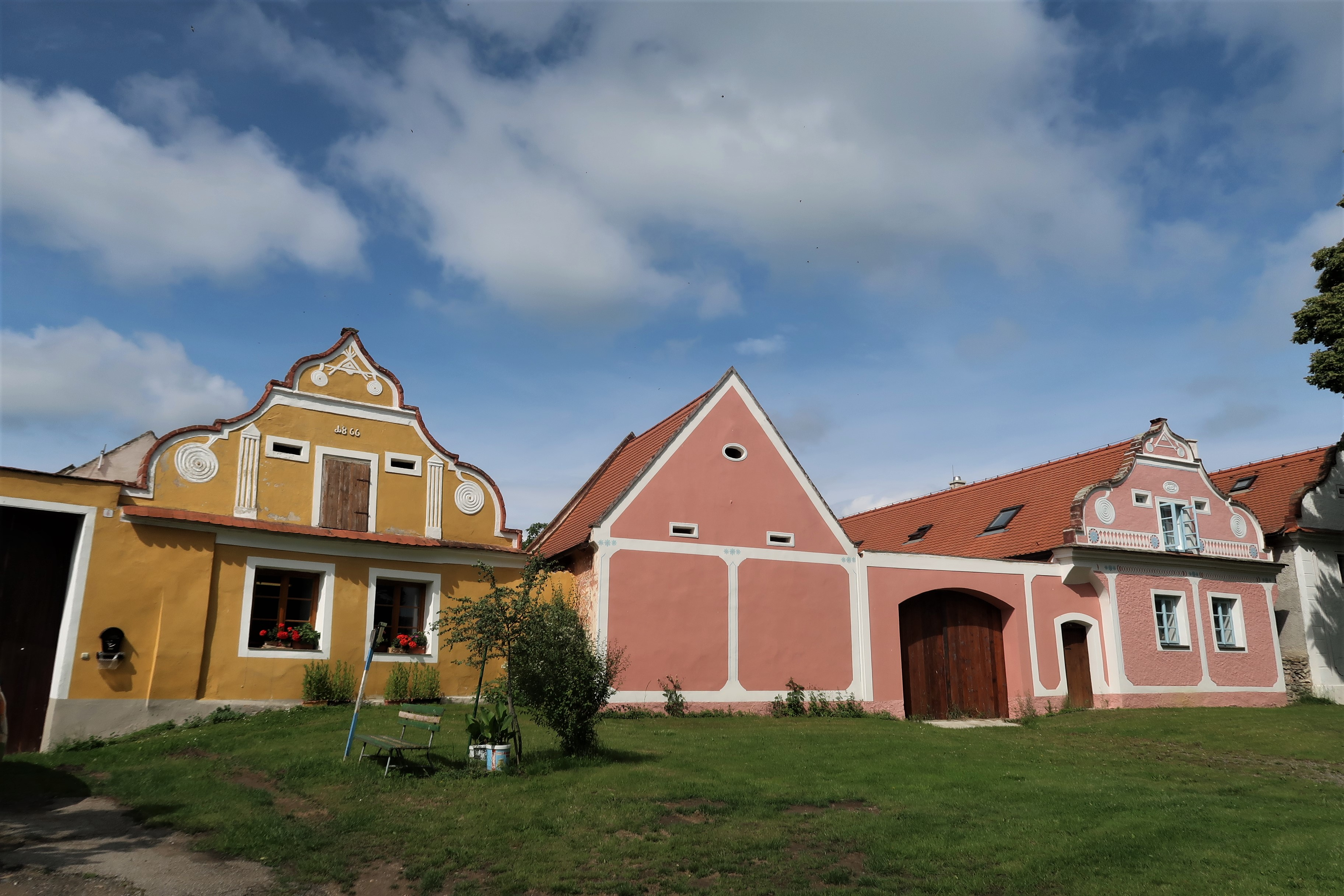
Východní část návsi, usedlosti č.p. 4 a 5
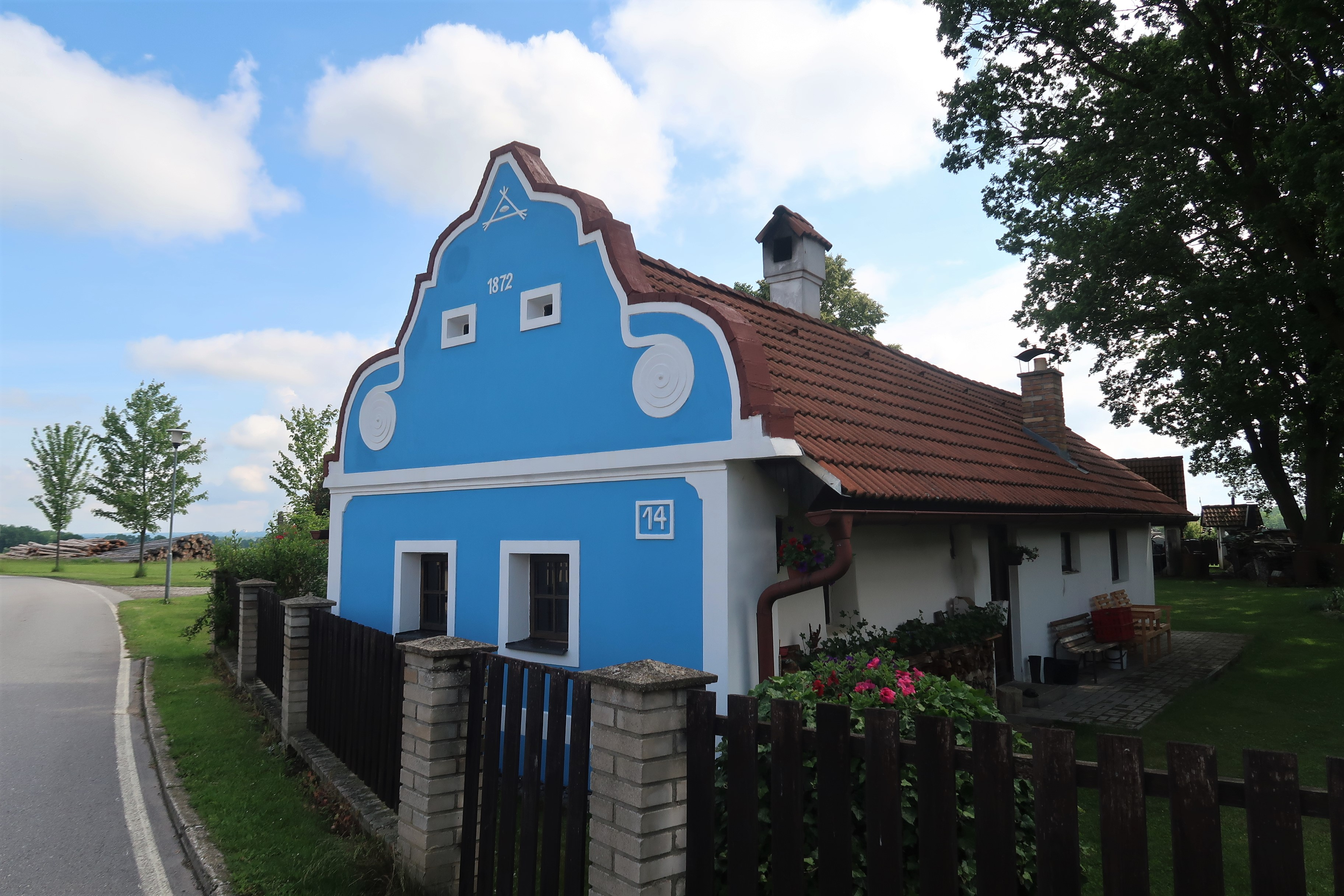
Usedlost č.p.14